# リスキーキッド
リスキーキッド（英語: Riskykidd）、本名:シェイン・シューラー（Shane Schuller、1994年6月14日- ）は、イギリス出身でギリシャで活動するラッパー。ロンドンでドイツ人の父親とジャマイカ人の母親との間に生まれ、その後家族でギリシャに移住した。
2014年3月、暫定国営放送（DT）とMAD TVの共催によるユーロビジョン・ソング・コンテスト2014のギリシャ代表選考において、フリーキー・フォーチュンとの共演曲「Rise Up」で優勝を果たす。。これにより、2014年5月にデンマークのコペンハーゲンで開催されるユーロビジョン・ソング・コンテスト2014で、フリーキー・フォーチュンと共にギリシャ代表を務めることとなった。